# Indianola (Iowa)
Indianola is een plaats (city) in de Amerikaanse staat Iowa, en valt bestuurlijk gezien onder Warren County.

## Demografie
Bij de volkstelling in 2000 werd het aantal inwoners vastgesteld op 12.998. In 2006 is het aantal inwoners door het United States Census Bureau geschat op 14.227, een stijging van 1229 (9,5%). In 2020 telde Indianola 15.833 inwoners.

## Geografie
Volgens het United States Census Bureau beslaat de plaats een oppervlakte van 23,8 km², geheel bestaande uit land. Indianola ligt op ongeveer 293 m boven zeeniveau.

## Plaatsen in de nabije omgeving
De onderstaande figuur toont nabijgelegen plaatsen in een straal van 16 km rond Indianola.

## Geboren in Indianola
- Emma Verona Johnston (1890-2004), oude persoon
- Priscilla Lane (1915-1995), actrice